# Поход Есим-хана на калмыков (1626—1627)
Поход Есим-хана на калмыков — в 1626 году казахи под руководством Есим-хана совершили поход на калмыков. Как сообщает источник, ойраты потерпели поражение.

## Исторические сведенья
В 1626 и 1627 году между казахскими и калмыцкими силами произошёл конфликт, сведения о котором сохранились в различных источниках.
В документах русских властей указано, что в начале 1627 года торгутский тайша Мерген-Темене с небольшим числом своих людей кочевал в районе Казачьей Орды. Однако позже Есим-хан с 10-тысячным войском напал на его улус, уничтожил многих калмыков и взял в плен значительное количество людей. В октябре 1627 года ногайский очевидец Ораз-абыз сообщил в Астрахань, что Есим-хан и Турсун-хан из Ташкента с войсками атаковали калмыков. В частности, Есим-хан нанес им тяжелое поражение, а Турсун-хан, заключив союз с калмыками, сам попал в плен к Есим-хану, был казнен, и его голова была отправлена бухарскому правителю Имамкули-хану.
В сочинении «Бахр ал-асрар» Махмуда б. Вали указано, что в 1036 году хиджры (сентябрь 1626 – сентябрь 1627 гг.) Есим-хан предпринял военный поход против калмыков. Эти данные из различных источников подтверждают факт масштабного военного конфликта между казахскими и калмыцкими силами в указанный период.
А также в расспросных речах жителей улуса Сарачик известно о разгроме калмыков Есим-ханом, казни Турсын-Мухаммед-хана за бездействие и возможном уходе улуса Шайнек-мурзы в пески Шам.

## Предыстория
Весной 1625 года среди калмаков разгорелся крупный конфликт. Братья Байбагыш и Чохур начали борьбу за наследство их умершего брата Чин-тайши. Далай-тайша решил не вмешиваться, хотя и предупредил Байбагыша о готовящемся нападении сторонников Чохура.
В 1626 году сторонники Чохура потерпели поражение, и часть из них бежала в казахские земли, к Сырдарье, за Черные пески в район Туркестана. В начале 1627 года стало известно, что один из сторонников Чохура, торгутский тайша Мерген-Темене, перекочевал с небольшим числом людей к Казахскому ханству, установив мир с казахским Есим-ханом. Однако Есим-хан, возглавив 10-тысячное войско, разгромил улус Мерген-Темене, убив многих и взяв множество пленных.
Вероятно, Есим-хан использовал внутренний конфликт калмыков, чтобы подчинить их группы или отодвинуть их кочевья от своих земель. Возможно, его действия были связаны с поддержкой Байбагыш-тайши.

## Поход
Согласно «Бахр ал-асрар» Махмуда б. Вали, в 1626–1627 годах Есим-хан предпринял поход на калмыков. Он с войском и союзниками напал на их стоянки в Могулистане, разграбив их. Скорее всего, удар был направлен против чоросов или хошоутов, которые в те годы кочевали в Жетысу.
Пока Есим-хан находился в походе, Турсун-Мухаммед-хан направил войско в Туркестан, чтобы уничтожить его ставку. В результате ставка Есим-хана была разгромлена, а его семья захвачена в плен и увезена в Ташкент. После этого Турсун-Мухаммед-хан лично возглавил армию, чтобы окончательно расправиться с соперником.
Однако в битве у Сайрама Есим-хан одержал победу, а Турсун-Мухаммед-хан бежал в Ташкент, который к тому моменту уже захватили Аштарханиды при поддержке Абылай-султана, брата Есим-хана. Преследуя Турсун-Мухаммед-хана, Есим-хан заключил договор с правителем Бухарского ханства через посредника Бек-оглы.
Турсун-Мухаммед-хан был убит своими приближенными, а его голова передана Есим-хану, который отправил ее Имамкули-хану в знак дружбы. В результате правитель Бухарского ханства утвердил право Есим-хана на Ташкент, Туркестан и прилегающие территории.

## Результат и значение
О ходе событий русским властям в Астрахани в октябре 1627 года сообщил ногайский посланник Ораз-абыз. В грамоте в Москву указывалось, что летом Турсун-хан из Ташкента и Есим-хан из Казахского ханства воевали с калмыками. Турсун-хан заключил с калмыками союз, тогда как Есим-хан разгромил их, а затем захватил и казнил Турсун-хана, отправив его голову бухарскому Имамкули-хану.
В ходе похода Есим хан разграбил улусы калмыков и одержал победу над Турсуном у Сайрама. Турсун, предавший Есим хана, поддержал калмыков, за что был побежден, а его ставка уничтожена. В самом сражении Турсун погиб, а его голову отправили Имам-Кули-хану.